# Attentats de Mahas
Les attentats de Mahas sont survenus le 4 janvier 2023 lorsqu'al-Shabaab a tué 35 personnes dans le district de Mahas, à Hiiraan, en Somalie.

## Contexte
La guerre civile somalienne a commencé au début des années 1990. Al-Shabaab est un groupe djihadiste somalien qui a lancé une insurrection en 2006.

## Attentats
Le 4 janvier 2023, un double attentat à la voiture piégée s'est produit dans le district de Mahas à Hiiraan, dans le centre de la Somalie. Le premier visait les maisons des politiciens et le second un marché. Al-Shabaab a revendiqué la responsabilité des attaques plus tard le même jour.